# Dino Campana
(Dino Campana, Quaderno)
Dino Carlo Giuseppe Campana (Marradi, 20 agosto 1885 – Scandicci, 1º marzo 1932) è stato un poeta italiano.

## Biografia
Dino Campana nacque a Marradi, un borgo della Romagna fiorentina, il 20 agosto del 1885, figlio di Giovanni Campana, insegnante di scuola elementare, poi direttore didattico, descritto come un uomo perbene ma di carattere debole e remissivo, e di Francesca Luti, detta Fanny, una donna severa e compulsiva, affetta da mania deambulatoria e fervente credente cattolica. Fanny era attaccata in modo morboso al figlio Manlio, più giovane di due anni di Dino.
Trascorse l'infanzia in modo apparentemente sereno, sebbene in crescente contrasto con la figura materna, secondo testimonianze di persone vicine alla famiglia, poiché trascurato dopo la nascita del secondogenito. Intorno all'età dei quindici anni gli vennero diagnosticati i primi disturbi nervosi, che - nonostante tutto - non gli avrebbero impedito comunque di frequentare i vari cicli di scuola.
Frequentò le elementari a Marradi (dove ebbe come compagno di classe il futuro commediografo e paroliere Anacleto Francini), poi la terza, quarta e quinta ginnasio presso il collegio dei Salesiani di Faenza. Intraprese gli studi liceali dapprima presso il Liceo Torricelli della stessa città e, conseguentemente a peggioramento del rendimento scolastico, a Carmagnola (in provincia di Torino), presso il regio liceo Baldessano, dove conseguì la maturità nel luglio del 1903. 
Rientrato a Marradi, le crisi nervose si acutizzarono, come pure i frequenti sbalzi di umore, sintomi dei difficili rapporti con la famiglia (soprattutto con la madre) e il paese natío. Per ovviare alla monotonia delle serate marradesi, specie nella stagione invernale, Dino era solito recarsi a Gerbarola, una località poco distante dal borgo, dove con gli abitanti del luogo trascorreva qualche ora mangiando le caldarroste (la castagna è infatti il frutto tipico di Marradi), comunemente indicate col termine regionale
bruciate. Questo tipo di svago sembrava avere effetti positivi sui suoi disturbi psichici.
Dopo il conseguimento del diploma di maturità, Dino, all'età di diciotto anni, si iscrisse, nell'autunno del 1903, presso l'Università di Bologna, al corso di laurea in Chimica pura, e nel gennaio dell'anno successivo entrò a far parte della scuola per gli ufficiali di complemento di Bologna. Non riuscì però a superare l'esame per il ruolo di sergente, e venne quindi prosciolto dal servizio e in seguito congedato. Nel 1905 passò alla Facoltà di Chimica farmaceutica presso l'Università di Firenze, ma dopo pochi mesi  Campana decise di trasferirsi nuovamente a Bologna.
Il poeta espresse il suo "male oscuro" con un irrefrenabile bisogno di fuggire e dedicarsi a una vita errabonda: la prima reazione della famiglia, del paese e successivamente anche dell'autorità pubblica, fu quella di considerare le stranezze di Campana come segni lampanti della sua pazzia. Ad ogni sua fuga, che si realizzava con viaggi in paesi stranieri, dove si dedicava ai mestieri più disparati per sostentarsi, seguiva, da parte della polizia (in conformità con il sistema psichiatrico del tempo, e a seguito delle incertezze dei familiari) il ricovero in manicomio. Inoltre, veniva visto con sospetto per i tratti somatici giudicati "germanici" e per l'impeto con cui discuteva di poesia e filosofia.
Internato per la prima volta nel manicomio di Imola (in provincia di Bologna), nel settembre del 1905, ne tentò una fuga già tra il maggio e il luglio del 1906, per raggiungere la Svizzera e da lì la Francia. Arrestato a Bardonecchia (in provincia di Torino) e di nuovo ricoverato presso l'istituto di Imola, ne uscì nel 1907 per l'interessamento della famiglia a cui era stato affidato.

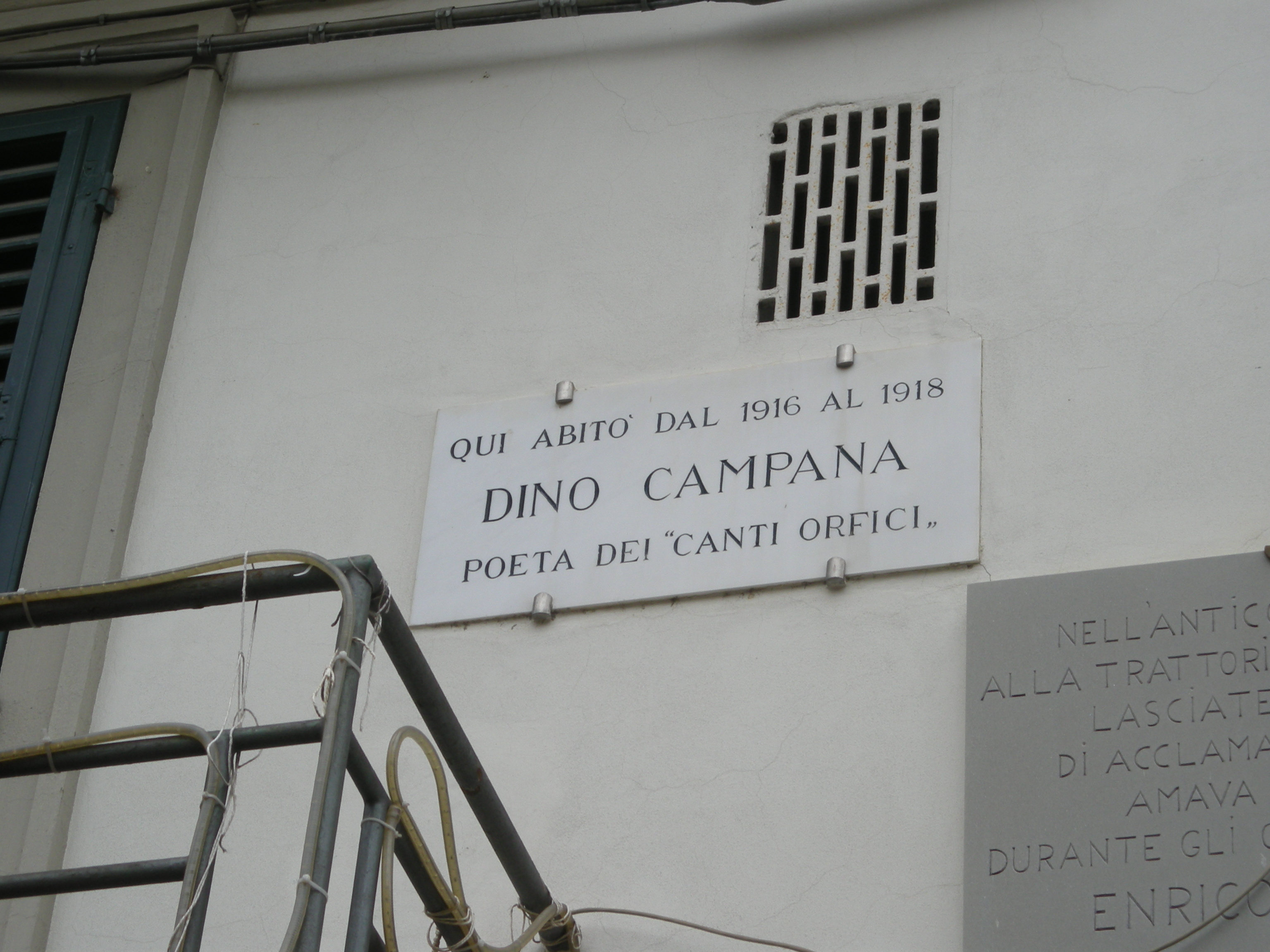
Targa sulla casa di Campana a Lastra a Signa

Risale intorno al 1907 un suo viaggio in Argentina, presso una famiglia di lontani parenti emigrati, caldeggiato dagli stessi genitori per liberarlo dal tanto odiato paese natìo, e probabilmente perché il conflitto con la madre si era fatto ormai insanabile. Attratto probabilmente dalla nuova meta, Dino accettò forse di partire anche (o soprattutto) per lasciarsi alle spalle l'esperienza del manicomio.
Il viaggio in Sudamerica rappresenta comunque un punto particolarmente oscuro della biografia del poeta marradese: se alcuni infatti arrivarono a chiamarlo "il poeta dei due mondi", c'è anche chi, come per esempio Ungaretti, sostiene invece che in Argentina Campana non ci andò.  Regna una certa confusione anche sulle varie versioni intorno alla datazione e alle modalità del viaggio e sul tragitto del ritorno.  Tra le varie ipotesi, si crede che sia partito nell'autunno del 1907 da Genova, ed abbia vagabondato per l'Argentina fino alla primavera del 1909, quando ricomparve a Marradi, dove venne arrestato.
Dopo un breve internamento all'Ospedale Psichiatrico San Salvi di Firenze, ripartì per un viaggio in Belgio, ma venne nuovamente arrestato a Bruxelles e quindi internato presso la maison de santé di Tournay all'inizio del 1910. A questo punto, si rivolse in cerca di aiuto alla famiglia e venne rimandato in Italia, a Marradi, dove trascorse un periodo più tranquillo. Nell'autunno del 1910 andò in pellegrinaggio al Santuario della Verna: l'esperienza sarà rievocata in alcune poesie dei Canti Orfici. Tra il 1912 e il 1913 si immatricolò per la seconda volta presso l'ateneo bolognese, ma soltanto dopo due mesi chiese il trasferimento per Genova. Durante il soggiorno universitario nel capoluogo emiliano ebbe però modo di frequentarne i circoli letterari legati ai goliardi locali, con i quali riuscì a stringere dei solidi rapporti d'amicizia, e alcuni appassionati di letteratura della sua età. Proprio su fogli pubblicati dai goliardi bolognesi (Il Papiro, 1912 e Il Goliardo, 1913) uscirono le sue prime prove poetiche: in tutto quattro testi che, rielaborati, sarebbero poi stati tutti inclusi nei Canti Orfici.

### ICanti Orfici
Nel 1913 Campana si recò a Firenze, presentandosi alla redazione della rivista Lacerba di Giovanni Papini e Ardengo Soffici, suo lontano parente, a cui consegnò il suo manoscritto intitolato Il più lungo giorno. Non venne però preso in considerazione e il manoscritto andò ben presto perduto (sarà ritrovato solamente sessant'anni dopo, nel 1971, dopo la morte di Soffici, tra le sue carte nella casa di Poggio a Caiano, probabilmente nello stesso posto in cui era stato riposto e subito dimenticato).
Dopo qualche mese di attesa irrisposta, Campana scese da Marradi a Firenze per recuperare il manoscritto. Papini non lo possedeva più e lo indirizzò da Soffici, che però sostenne di non esserne mai entrato in possesso. Il giovane, già mentalmente labile, fu preda, a seguito di questo episodio, di rabbia e disperazione, poiché aveva consegnato, ingenuamente, l'unica copia esistente dell'opera. Scrisse e implorò insistentemente senza altro risultato che il disprezzo e l'indifferenza di tutto l'ambiente culturale che gravitava intorno alle "Giubbe Rosse". Infine, esasperato, minacciò di presentarsi con il coltello per farsi giustizia dell'"infame" Soffici e dei suoi soci, che definì "sciacalli".
A proposito del dissidio tra Campana e l'ambiente letterario fiorentino si leggano le parole che Campana scrisse a Papini in una lettera del maggio del 1913: "(...) E se di arte non capite più niente cavatevi da quel focolaio di càncheri che è Firenze e venite qua a Genova: e se siete un uomo d'azione la vita ve lo dirà e se siete artista il mare ve lo dirà. Ma se voi avete un qualsiasi bisogno di creazione non sentite che monta attorno a voi l'energia primordiale di cui inossare i vostri fantasmi? Accademia della Crusca. Accademia dei Lincei. Accademia del mantellaccio: sì, voi siete l'accademia del Mantellaccio; con questo nome ora vi dico in confidenza, io vi chiamo se non rispettate di più l'arte. Mandate via quella redazione che a me sembrano tutti cialtroni. Essi sono ignari del «numero che governa i bei pensieri». La vostra speranza sia fondare l'alta coltura italiana. Fondarla sul violento groviglio delle forze nelle città elettriche sul groviglio delle selvagge anime del popolo, del vero popolo, non di una massa di lecchini, finocchi, camerieri, cantastorie, saltimbanchi, giornalisti e filosofi come siete a Firenze. Sapete, essendo voi filosofo sono in diritto di dire tutto: del resto vi sarete accorto che sono un'intelligenza superiore alla media. Per finire, il vostro giornale è monotono, molto monotono: l'immancabile Palazzeschi, il fatale Soffici: come novità: Le cose che fanno la Primavera. In verità vi dico tutte queste cose non fanno la Primavera ma l'inverno. Ma scrivete un po' a Marinetti che è un ingegno superiore, scrivetegli che vi mandi qualche cosa di buono: e finitela colla critica".

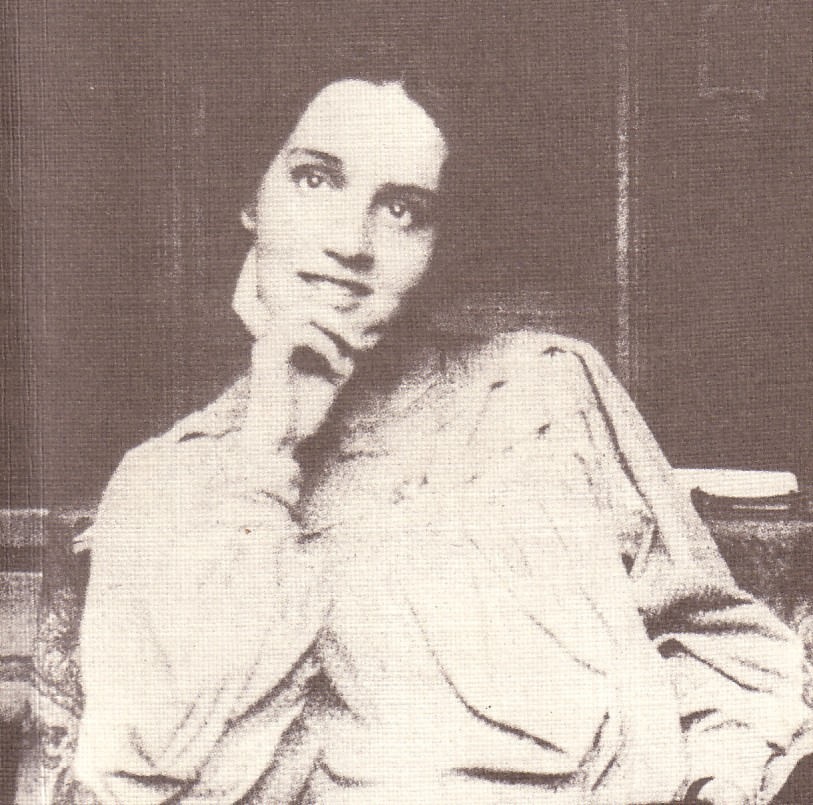
Sibilla Aleramo

Nell'inverno del 1914, persa ormai ogni speranza di recuperare il manoscritto, Campana decise di riscrivere tutto affidandosi alla memoria e alle sue sparse bozze; in pochi mesi, lavorando anche di notte e a costo di un enorme sforzo mentale, riuscì a riscrivere il libro, con numerose modifiche e aggiunte. Nella primavera dello stesso anno, Campana riuscì finalmente a pubblicare, a proprie spese, la raccolta con il nuovo titolo, appunto, di Canti Orfici, in riferimento alla figura mitologica di Orfeo, il primo dei "poeti-musicisti". Nel 1915 una recensione ai Canti da parte di Renato Fondi, sul Fanfulla della domenica, gli restituì "il senso della realtà": trascorse quindi l'anno viaggiando senza una meta fissa tra Torino, Domodossola, ancora Firenze. Scoppiata la Grande Guerra, Campana venne esonerato dal servizio militare, ufficialmente per problemi di salute fisica, in realtà perché segnalato ormai come malato psichiatrico grave.
Nel 1916 ricercò inutilmente un impiego. Scrisse a Emilio Cecchi — il quale sarebbe stato, insieme a Giovanni Boine (che comprese da subito l'importanza di Campana, recensendo i Canti Orfici nel 1915 su Plausi e Botte, una rubrica della rivista La Riviera Ligure) e a Giuseppe De Robertis, uno dei suoi pochi estimatori) — e iniziò con lo scrittore una breve corrispondenza. A Livorno si scontrò con il giornalista Athos Gastone Banti, che scrisse su di lui un articolo denigratorio sul quotidiano Il Telegrafo: si arrivò quasi al duello, evitato solo perché i padrini di Campana non lo avvisarono degli accordi presi con quelli del giornalista.
Nel 1916, sulle colline del Mugello, conobbe anche la scrittrice Sibilla Aleramo — rimasta colpita dalla lettura de Canti Orfici — autrice del romanzo Una donna, con la quale instaurò un'intensa quanto tumultuosa relazione, che si sarebbe interrotta all'inizio del 1918, a seguito di un breve incontro nel Natale del 1916, a Marradi.
(Dino Campana a Sibilla Aleramo, Marradi, 27 settembre 1917)
Esistono testimonianze della relazione avvenuta tra Dino e Sibilla nel carteggio pubblicato da Feltrinelli nel 2000: Un viaggio chiamato amore. Lettere 1916-1918. Il carteggio ha inizio con una lettera della Aleramo, datata 10 giugno 1916, nella quale l'autrice esprime la sua ammirazione per i Canti Orfici, dichiarando di esserne stata "incantata e abbagliata insieme". La scrittrice era allora in vacanza nella Villa La Topaia a Borgo San Lorenzo, mentre Campana era in una stazione climatica presso Firenzuola, le Casette di Tiara, per rimettersi in salute dopo essere stato colpito da una leggera paresi al lato destro del corpo.

### Ultimi anni e morte
(Dino Campana, lettera dell'11 aprile 1930 a Bino Binazzi, spedita dal manicomio di Castelpulci)

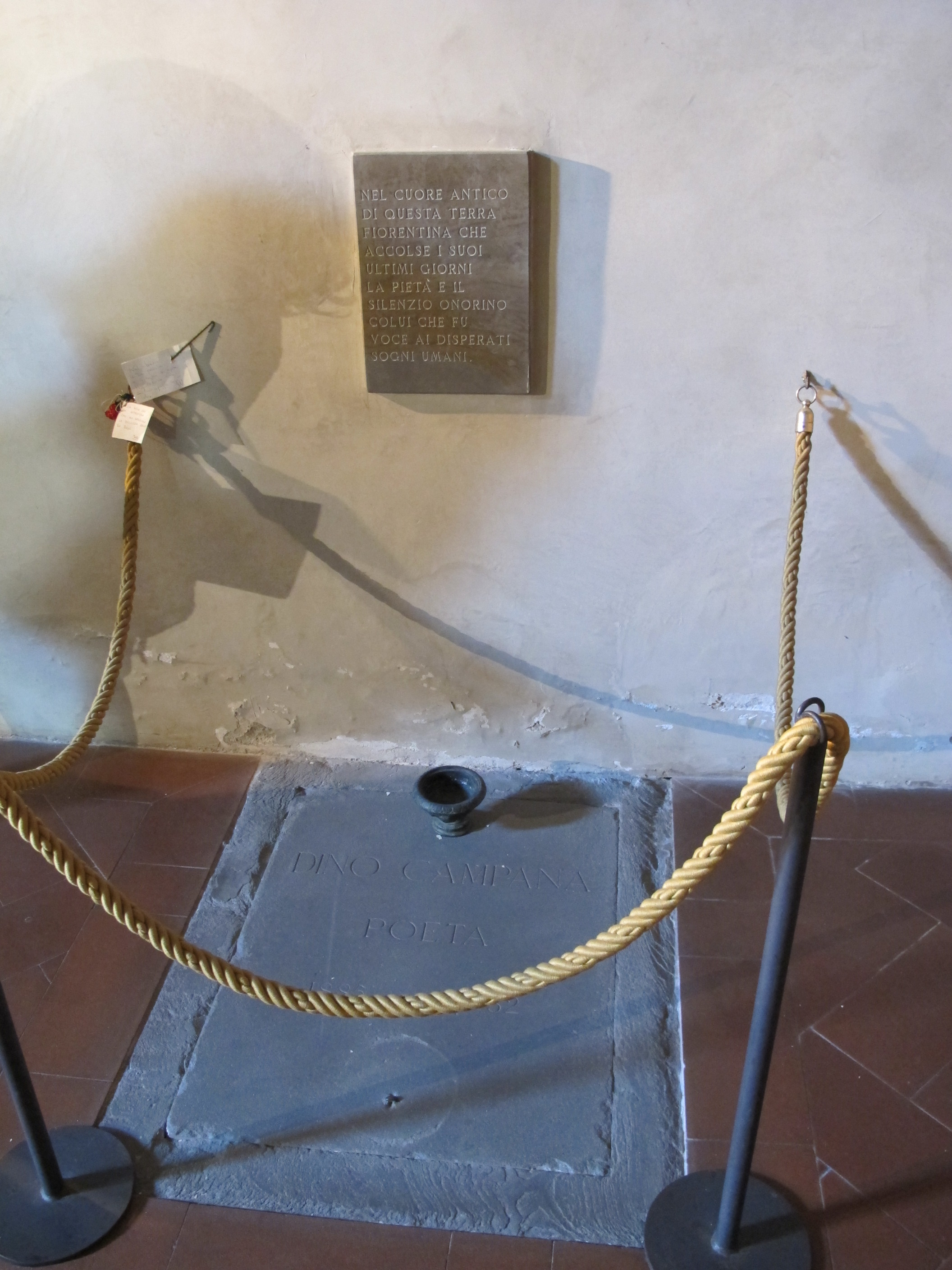
La tomba di Dino Campana nella Badia a Settimo

Nel 1918, dopo una breve parentesi a San Salvi, portatovi dopo essere fermato dalla Polizia in seguito a un'aggressione mai chiarita, Campana venne internato presso l'ospedale psichiatrico di Villa di Castelpulci, nei pressi di Scandicci (in provincia di Firenze). Lo psichiatra Carlo Pariani gli fece visita per intervistarlo e confermò l'inappellabile diagnosi: ebefrenia, una forma estremamente grave e incurabile di psicosi schizofrenica; tuttavia il poeta sembrò essere a suo agio nel manicomio, vivendo una vita tranquilla e, finalmente, sedentaria.
Dino Campana morì in ospedale, sembra per una forma di setticemia, causata dal ferimento con un filo spinato nella zona dello scroto, forse durante un tentativo di fuga, il 1º marzo 1932, pochi giorni prima di essere dimesso dal manicomio.
Il 2 marzo, la salma di Campana venne inumata nel cimitero di San Colombano, a Badia a Settimo, nel territorio di Scandicci, ma nel 1942, su diretto interessamento di Piero Bargellini, venne data alle spoglie del poeta una sepoltura più dignitosa e la salma trovò riposo nella cappella sottostante il campanile della chiesa di San Salvatore. Durante la seconda guerra mondiale, il 4 agosto 1944, l'esercito tedesco, in ritirata, fece saltare con una carica esplosiva il campanile, distruggendo nel contempo anche la cappella.
Nel 1946 le ossa del poeta, in seguito a una cerimonia alla quale parteciparono numerosi intellettuali dell'epoca, tra i quali Eugenio Montale, Alfonso Gatto, Carlo Bo, Ottone Rosai, Pratolini e altri, vennero collocate all'interno della chiesa di San Salvatore a Badia a Settimo, raggiungendo così la loro dimora attuale.

## La poetica
La poesia di Campana è una poesia nuova nella quale si amalgamano i suoni, i colori e la musica in potenti bagliori.                                                 Il poeta sognava “una poesia europea musicale colorita”: europea in quanto in essa doveva fondersi la civiltà latina, ossia la tradizione pura, e la “kultur”, come espressione del crepuscolo, che presupponeva una speculazione filosofica coraggiosa, capace di creare una sinfonia di colori e di suoni. L’arte nuova, alla quale aspirava il poeta, doveva passare attraverso un desiderio di distruzione, “la forza di sovvertimento”, in cui ciò che conta è l’originalità nell’arte come nel pensiero. Campana mostra il totale rifiuto dell’arte come “sublimazione”, per tendere ad uno “stadio” superiore “dello spirito”, in cui la poesia diventa faro della vita, un punto di riferimento attraverso il quale si realizzi la stretta connessione tra vita e poesia. La poesia per il poeta di Marradi coincide con un percorso conoscitivo, soprattutto di se stessi e del proprio rapporto con il mondo, nel quale un ruolo fondamentale è svolto dalla memoria e dai sensi. La parola poetica si mescola con il linguaggio del mondo, che rappresenta un insieme fertile di suoni, in cui i suoni del vento e del mare si confondono con i suoni delle attività umane. È l’immagine di Genova, la città-mito della sua poesia, con il suo porto in cui partenze e ritorni si ripetono in un ciclo continuo. La poesia rappresenta quel viaggio che innalza l’uomo dalla contingenza dei “triti fatti”, portandolo verso le “vie del cielo”, lontano dalle necessità. Egli attribuisce all’arte la funzione di guida, di conoscenza assoluta.
Il verso è indefinito, l'articolazione espressiva in un certo senso monotona ma nel contempo ricca di immagini molto forti di annientamento e purezza.
Il titolo allude agli inni orfici, genere letterario attestato nell'antica Grecia tra il II e il III secolo d.C. e caratterizzato da una diversa teogonia rispetto a quella classica. Inoltre le preghiere agli dei (in particolare al dio Protogono) sono caratterizzate dagli scongiuri dal male e dalle sciagure.

### I temi fondamentali
Uno dei temi maggiori di Campana, che si trova già all'inizio dei Canti Orfici nelle prime parti in prosa - La notte e Il viaggio e il ritorno - è quello dell'oscurità tra il sogno e la veglia. Gli aggettivi e gli avverbi ritornano con una ripetitiva insistenza come di chi detta durante un sogno, sogno però interrotto da forti trasalimenti (si veda la poesia "l'invetriata", mirabile spleen baudelairiano).
Nella seconda parte, nel notturno di "Genova", ritornano tutti i miti fondamentali che saranno del Campana successivo: le città portuali, la matrona barbarica, le enormi prostitute, le pianure ventose, la schiava adolescente.
Già nella prosa si nota l'uso dell'iterazione, l'uso drammatico dei superlativi, l'effetto d'eco nelle preposizioni, il ricorrere alle parole chiave che creano una forte scenografia. Del Serra ha esaminato le figure ricorrenti in Campana: anastrofi, adnominationes, tmesi anacolutiche e chiasmiche, catacresi, anastrofe con aprosdoketon.

### L'interpretazione della poesia
Nel quindicennio che va dalla sua morte alla fine della seconda guerra mondiale (1932-1945) e anche in seguito, nel periodo dell'espressionismo e del futurismo, l'interpretazione della poesia di Campana si focalizza sullo spessore della parola apparentemente incontrollata, nascosta in una zona psichica di allucinazione e di rovina.
Nei suoi versi, dove vi sono elementi deboli di controllo e di approssimativa scrittura, si avverte - a parere di molti critici - il vitalismo delle avanguardie del primo decennio del XX secolo; dai suoi versi, per la verità, hanno attinto poeti molto differenti tra di loro, come Mario Luzi, Pier Paolo Pasolini, Andrea Zanzotto.

### Campana e Rimbaud
Il destino di Campana è stato avvicinato a quello di Rimbaud. Ma, secondo alcuni, tra Campana e il poeta maledetto il punto di contatto (il bisogno di fuggire, l'idea del viaggio, l'abbandono di un mondo civile estraneo) è affrontato in modo molto diverso. Dove Rimbaud abbandona la letteratura per fuggire in Africa e prestarsi a mestieri avventurosi e alternativi, come il trafficante d'armi, Campana alla fine dei suoi viaggi, senza una vera meta, trova solamente la follia.
E se Rimbaud aveva fatto una scelta, Campana non scelse ma fu sopraffatto dagli eventi che attraversarono la sua vita diventandone una vittima: senza però mai disertare la poesia, come, differentemente, aveva fatto il poeta francese. Campana, fino al suo internamento a Castel Pulci, lotterà per la sua poesia e per una vita che non era mai riuscita a donargli nulla in termini di serenità e pace; e anche la strada dell'amore, il suo incontro con Sibilla Aleramo, si trasformerà in una sconfitta.
Come scrive Carlo Bo nel saggio "La nuova poesia: Storia della letteratura italiana - il Novecento" (Garzanti, 2001):
Eugenio Montale fu tra i primi estimatori ufficiali, il più autorevole a oggi, delle composizioni di Dino Campana, tanto da dedicargli una poesia o meglio un omaggio a chi meglio di lui aveva saputo piegare le parole fino a renderle ancora più oscure.
Sebbene i canti di Dino Campana affondino ben oltre il simbolismo francese, direttamente nelle radici della nostra terra toscana, Campana guarda al Trecento dantesco, al Cavalcanti, al Dante della Commedia fino ad arrivare ai canti del Foscolo, ed è toccante l'allusione dantesca con cui Eugenio Montale chiude questa struggente lirica di stampo  biografico, e proprio per questo ancor più provocatoria: "fino a quando riverso a terra cadde!".

## Dino Campana e l'arte
La critica ha spesso indagato e continua a interrogarsi su quanto vi è di figurativo nell'opera del poeta di Marradi, conosciuto dall'immaginario come il poeta folle e visionario. Nel 1937 Gianfranco Contini scriveva «Campana non è un veggente o un visionario: è un visivo, che è quasi la cosa inversa». Nei Canti Orfici sussistono infatti elementi sia visivi che visionari con numerosi riferimenti alla pittura. Analizzando la funzione che questi aspetti hanno all'interno dell'opera si nota con evidenza come al lato visionario, con riferimento a Leonardo, a De Chirico e all'arte toscana, sia affiancato in perfetta coesione quello visivo che trova le sue allusioni nel futurismo.
Pasolini, che aveva riletto con molta attenzione l'opera di Campana, aveva scritto «Particolarmente precisa era la sua cultura pittorica: gli apporti nella sua lingua del gusto cubista e di quello del futurismo figurativo sono impeccabili. Alcune sue brevi poesie-nature morte sono tra le più riuscite e se sono alla "manière de" lo sono con un gusto critico di alta qualità».
A proposito poi delle conoscenze leonardesche dell'autore si può leggere, in una lettera del 12 maggio 1914 scritta da Campana a Soffici da Ginevra «Ho trovato alcuni studi, purtroppo tedeschi, di psicoanalisi sessuale di Segantini, Leonardo e altri (in particolare "Sesso e carattere" di Otto Weininger) che contengono cose in Italia inaudite: potrei fargliene un riassunto per Lacerba».

## La critica
Dopo la pubblicazione dei Canti Orfici inizia subito la critica con tre articoli che, se pur differenti, danno origine al mito Campana: sulla rivista "La Voce" appare, verso la fine del 1914, l'articolo di Giuseppe De Robertis, sulla "Tribuna" quello di Emilio Cecchi e su "La Riviera Ligure" quello di Giovanni Boine entrambi del 1915.
Il ritrovamento del manoscritto de Il più lungo giorno tra le carte di Soffici fu annunciato sul Corriere della Sera del 17 giugno 1971 da Mario Luzi e ha consentito nuove forme di indagini sul complesso degli scritti campaniani.

## Citazioni e dediche a Dino Campana nel cinema
A Dino Campana sono stati dedicati cinque film:
- Dino Campana, 1974, regia di Marco Moretti
- Inganni, 1985, regia di Luigi Faccini
- Il più lungo giorno, 1997, regia di Roberto Riviello
- Un viaggio chiamato amore, 2002, regia di Michele Placido.
- La scomparsa, 2016, regia di Maria Luisa Carretto
- L'alluvione ha sommerso, 2016, regia di Luca Dal Canto

Romanzi
- Al viaggio di Dino Campana in Uruguay e in Argentina è dedicato il romanzo di Laura Pariani Questo viaggio chiamavamo amore (Einaudi 2015).
- Renato Martinoni, Ricordi di suoni e di luci. Storia di un poeta e della sua follia (Manni 2025)

Poesia
- Alla storia di amore fra Campana a la Aleramo è dedicata la poesia Sibilla del poeta Riccardo Savini, inclusa nella raccolta Nero oro ero (2010).
- Alla relazione tra Dino Campana e Sibilla Aleramo è dedicata la poesia di Daniele Miglio Dino e Sibilla pubblicata nella raccolta intitolata proprio Dino e Sibilla uscita nel 2011 per Edizioni il Papavero. Nell'opera vi sono più riferimenti alla poetica e al pensiero del Campana.
- Nel paesaggio italiano collocavo dei ricordi.-10 anni nel segno di Dino Campana 2014-2023  A cura di: Marradi Free News Edizioni Il Papavero 2023 ISBN 9788832941906

Premi letterari-Rappresentazioni Teatrali
Dal 2013 Marradi Free News in collaborazione con Accademia degli Incamminati, Rinascimento Poetico, Centro Studi Campaniani "Enrico Consolini" e Opera In-Stabile organizza il premio letterario nazionale on Line "Dino Campana, la poesia ci salverà"
- Alla vicenda di Campana sono stati dedicati la pièce teatrale Quasi un uomo dello scrittore argentino Gabriel Cacho Millet (curatore anche dell'epistolario di Campana dal titolo Le mie lettere sono fatte per essere bruciate), la pièce teatrale "Dino Campana poeta" (testo di Andrea Manzi) per la regia di Lorenzo Cicero che debuttò a Marradi in occasione del primo centenario della nascita; il racconto di Antonio Tabucchi Vagabondaggio ne Il gioco del rovescio nell'edizione del 1988 e quattro film: il primo, "Dino Campana", girato nel 1974 in formato S.8 dal giovane Marco Moretti (vincitore del Premio Nazionale "Dal S.8 al 35mm"), incentrato sulle connessioni tra vita e poesia; l'ultimo è quello di Michele Placido Un viaggio chiamato amore (2002), con Stefano Accorsi nei panni di Campana e Laura Morante in quelli di Sibilla Aleramo.
- A Dino Campana è stato dedicato lo spettacolo "Nottecampana" con Carlo Monni, Arlo Bigazzi, Orio Odori e Giampiero Bigazzi, da cui sono stati tratti il cd omonimo (2009, Materiali Sonori) e il libro "Nottecampana - Storie di Dino Campana o dell'urgenza della poesia" (2010, Editrice Zona).
- La vicenda biografica e poetica di Dino Campana viene narrata nella pièce teatrale "La più lunga ora, ricordi di Dino Campana, Poeta, Pazzo" scritta e diretta da Vinicio Marchioni, (2008) con Vinicio Marchioni, Milena Mancini, Ruben Rigillo.

Musica
- Alla vita di Campana è dedicata la canzone di Massimo Bubola dal titolo "Dino Campana" uscita nel 1997 all'interno del disco Mon trésor.
- Campana è citato nella Canzone per Alda Merini (1999) di Roberto Vecchioni.
- Il compositore italiano Lorenzo Signorini ha scritto due brani per voce recitante, arpa e percussioni ispirate ai Canti Orfici di Campana: Le Stelle le Pallide Notturne (2003) e La sera di fiera (2004).
- Il cantautore fiorentino Massimiliano Larocca ha musicato la poesia di Campana "La petite promenade du poete", pubblicata nel suo album La breve estate del 2008.
- Nel 2016 Massimiliano Larocca pubblica il disco "Un mistero di sogni avverati", nel quale compaiono 13 poesie di Dino Campana musicate integralmente dal cantautore fiorentino.[21] All'album partecipano Riccardo Tesi, Nada, Sacri Cuori, Hugo Race e Cesare Basile.[22]
- "Da lontano un ubriaco canta amore alle persiane" è citato nel brano del 1998 "Ubriaco canta amore" della Bandabardò
- Nel 2004 i Mercanti di Liquore e Marco Paolini inseriscono la traccia "E la Notte Mi Par Bella", testo da La petite promenade du poète contenuto nei Canti Orfici, nell'album Sputi (album)
- Caparezza nel suo album Exuvia del 2021, introduce la canzone "Fugadà" con alcuni versi tratti dai Canti Orfici, iniziando con "Me ne vado per le strade strette oscure e misteriose".
- Francesco Bejor Gaiani- G.Gurioli  "Ladra Poesia" piccolo Omaggio al Poeta Dino Campana Edizioni Galletti Boston, Faenza 2003
- Valerio Zecchini - “La giornata di un nevrastenico”, primo brano dell’album  “Patriottismo Psichedelico” dei Post Contemporary Corporation, 2024

Cinema
- I versi Fabbricare fabbricare fabbricare / preferisco il rumore del mare / che dice fabbricare fare e disfare hanno ispirato il titolo del film Preferisco il rumore del mare di Mimmo Calopresti.
- Nel 2016 è stato realizzato il cortometraggio "L'alluvione ha sommerso". Il film breve racconta in modo originale la genesi dei Canti Orfici e si lega alla poesia "L'alluvione ha sommerso il pack dei mobili" di Eugenio Montale, in cui l'autore ricorda la tragica alluvione di Firenze del 1966 durante la quale, tra le tante cose, l'acqua del fiume Arno gli portò via anche una copia del volume campaniano. La regia del film, prodotto da Esecutivi per lo Spettacolo con il supporto del Parco Nazionale delle Foreste Casentinesi, Monte Falterona e Campigna, di Luca Dal Canto, già autore di un cortometraggio tratto da una poesia di Giorgio Caproni ("Il cappotto di lana", 2012, 53 selezioni e 16 premi) e di un altro film breve ispirato alla figura di Amedeo Modigliani ("Due giorni d'estate", 2014, 29 selezioni e 5 premi). "L'alluvione ha sommerso" è stato scritto da Dino Castrovilli e Giuseppe Giachi. Dino Campana è interpretato dall'attore e performer turco Murat Onol.
- Dino Campana visivo e visionario: dalle immagini poetiche alle rappresentazioni plastiche, regia di Iacopo Vannini, voce narrante Barbara Kal, Riccardo Monopoli, Musiche di Pape Gurioli realizzatp per il Centro Studi Campaniani "Enrico Consolini" 2011.
- Il cortometraggio Sono sfiorite le rose[23] di Flavio Sciolè, girato nel 2022 è incentrato sulla poesia 'In un momento' di Dino Campana.

## Opere

### Canti Orfici
- Canti Orfici, Tip. Ravagli, Marradi, 1914
- Canti Orfici ed altre liriche. Opera completa, prefazione di B. Binazzi, Vallecchi, Firenze, 1928, pp. 166
- Canti Orfici, a cura di Enrico Falqui, terza ed., Vallecchi, Firenze, 1941, pp. 210
- Canti Orfici e altri scritti, a cura di E. Falqui, Vallecchi, Firenze, 1952, 1960, 1962
- Canti Orfici e altri scritti, nota biografica a cura di E. Falqui, nota critica e commento di Silvio Ramat, Vallecchi, Firenze, 1966, pp. 362
- Canti Orfici e altri scritti, a cura di Arrigo Bongiorno, introduzione di Carlo Bo, Mondadori, Milano, 1972, pp. 168
- Opere e contributi, a cura di E. Falqui, prefazione di Mario Luzi, note di Domenico De Robertis e S. Ramat, 1972
- Il più lungo giorno, I: Riproduzione anastatica del manoscritto ritrovato dei Canti Orfici; II: Prefazione di Enrico Falqui, testo critico a cura di Domenico De Robertis, Firenze, Vallecchi, 1973 (poi su CD-ROM, 2002).
- Canti Orfici, introduzione e commento di Fiorenza Ceragioli, Vallecchi, Firenze, 1985, pp. 350
- Canti Orfici e altre poesie, introduzione e note di N. Bonifazi, Garzanti, Milano, 1989
- Canti Orfici, a cura di M. Lunetta, Newton Compton, Roma, 1989
- Opere. Canti Orfici. Versi e scritti sparsi pubblicati in vita. Inediti, a cura di S. Vassalli e C. Fini, TEA, Milano, 1989
- Canti Orfici, edizione critica a cura di G. Grillo, Vallecchi, Firenze, 1990
- Canti Orfici, commento di M. Caronna, Rubbettino, Messina, 1993
- Canti Orfici, a cura di R. Ridolfi, introduzione di P. L. Ladron de Guevara, Libreria Chiari, Firenze, 1994 (ristampa anastatica dell'edizione di Marradi, 1914)
- Canti Orfici, a cura di C. Bene, Bompiani, Milano, 1999 (con Compact disc) ISBN 88-452-4072-X
- Canti Orfici e altre poesie, a cura di Renato Martinoni, Einaudi, Torino, 2003
- Canti Orfici a cura di Rodolfo Ridolfi, ristampa anastatica dell'edizione di Marradi, 1914, Edizioni Centro Studi Campaniani "Enrico Consolini" tiratura limitata, 2004.
- Canti Orfici, ristampa anastatica della prima edizione (Ravagli, Marradi 1914), Raffaelli, Rimini, 2008
- Canti Orfici, edizione anastatica a cura di Fabio Barricalla e Andrea Lanzola, con un apocrifo di Marco Ercolani, una nota di Veronica Pesce e un 'plauso' di Giovanni Boine, Matisklo edizioni, Savona, 2016
- Canti Orfici, a cura di R.Ridolfi, con il contributo di Luigi Bonaffini, Edizioni Il Papavero, 2021

### Altre opere
- Inediti, a cura di E. Falqui, Vallecchi, Firenze, 1942
- Taccuino, a cura di Matacotta, Edizioni Amici della Poesia, Fermo, 1949 (poi in Taccuini, edizione critica e commento di F. Ceragioli, Scuola Normale Superiore, Pisa, 1990)
- Taccuino, a cura di F. Matacotta, seguito da "Taccuino Matacotta" trascrizione di F. Ceragioli, introduzione di Stefano Giovannuzzi, Genova, Edizioni San Marco dei Giustiniani, "La Biblioteca Ritrovata", 2014. ISBN 978-88-7494-2497
- Taccuinetto faentino, a cura di D. De Robertis, Vallecchi, Firenze, 1960
- Fascicolo marradese inedito del poeta dei "Canti Orfici", a cura di F. Ravagli, Giunti-Bemporad Marzocco, Firenze, 1972
- Il Più Lungo Giorno, riproduzione anastatica del manoscritto prefazione di Rodolfo Ridolfi, Centro Studi Campaniani "Enrico Consolini" Editore. 2001
- Un po' del mio sangue. Canti Orfici, Poesie sparse, Canto proletario italo-francese, con aggiunta un'ampia antologia delle Lettere e una cronologia della vita dell'autore, a cura di Sebastiano Vassalli, Milano, BUR, 2005 (Le lettere sono riprese da Souvenir d'un pendu. Carteggio 1910-1931, a cura di Gabriel Cacho Millet, cit. infra).[24]
- Paolo Maccari, Il poeta sotto esame, con due importanti testi inediti di Dino Campana, Bagno a Ripoli, Passigli, 2012.
- I canti marini, a cura di Enrico Gurioli, Bologna, Edizioni Pendragon, 2013.[25]
- Bel Amì e Gigino il giornalista ed il filosofo amici marradesi di Dino Campana, Renato e Rodolfo Ridolfi, Edizioni del Girasole, Ravenna, 2001
- Tutte le poesie di Dino Campana, Bruno Osimo, Milano, 2023, 139 pagine, ISBN 9791281358164.

### Epistolario
- Dino Campana - Sibilla Aleramo, Lettere, a cura di Niccolò Gallo, prefazione di Mario Luzi, Firenze, Vallecchi, 1958.
- Dino Campana, Le mie lettere sono fatte per essere bruciate, a cura di Gabriel Cacho Millet, Milano, All'insegna del pesce d'oro,1978.
- Dino Campana, Souvenir d'un pendu. Carteggio 1910-1931, con documenti inediti e rari, a cura di Gabriel Cacho Millet, Napoli, Edizioni Scientifiche Italiane, 1985.
- Sibilla Aleramo - Dino Campana, Un viaggio chiamato amore. Lettere 1916-1918, a cura di Bruna Conti, Milano, Feltrinelli, 2000.[26]
- Dino Campana, Lettere di un povero diavolo. Carteggio (1903-1931), con altre testimonianze epistolari su Dino Campana (1903-1998), a cura di Gabriel Cacho Millet, Firenze, Polistampa, 2011.
- Dino Campana, Al diavolo con le mie gambe, a cura di Chiara Di Domenico, Roma, L'orma, 2015.

## Traduzioni delle opere di Campana
- Dino Campana. Cantos órficos/Canti orfici. Tradução de Gleiton Lentz. Desterro: Edições Nephelibata, 2004.
- Dino Campana. Chants orphiques. Traduction: Christophe Mileschi. Editeur: Éditions L'Âge d'Homme.février 1997. ISBN 2-8251-0849-9
- Orphic Songs and Other Poems by Dino Campana: Translated with an Introduction and Notes by Luigi Bonaffini New Edition marzo 1992 ISBN 0820417386
- Dino Campana. Canti Orfici-Orphics Song: Transleted by Luigi Bonaffini  editore Bordighera Inc. maggio 2003

### Articoli
- Emilio Cecchi, False audacie, in "La Tribuna", n. 44, 13 febbraio 1915
- Ardengo Soffici, Dino Campana a Firenze, in "Gazzetta del Popolo" del 16 e 30 ottobre 1930
- Mario Luzi, Un eccezionale ritrovamento fra le carte di Soffici - Il quaderno di Dino Campana, "Corriere della Sera" del 17 giugno 1971
- Paolo Emilio Poesio, Rievocato il poeta a Marradi - Così Campana Dino vive, "La Nazione" del 2 agosto 1977
- Luigi Bonaffini, Campana, Dante e l'orfismo, componenti dantesche nei «Canti Orfici», in "Italica", vol. 58, n. 4, 1981
- Ettore Bonora La tradizione del nuovo nella poesia italiana della prima metà del Novecento in Montale e altro novecento,Sciascia, 1989, pag.219-222
- Carlo Bo, Dell'infrenabile notte, in "Letteratura come vita" - Antologia critica, Rizzoli, Milano 1994, pp. 433–443
- Giampiero Segneri, Il Belgio di Campana: il non-luogo dello sguardo recluso, in "Forum italicum", 1995, n. 2, pp. 286–300
- Eugenio Montale, Sulla poesia di Campana, in "Il secondo mestiere" - Tomo I, Mondadori, Milano, 1996, pp. 569–581
- Roberto Nepoti, Dino e Sibilla: missione impossibile, "La Repubblica" del 5 settembre 2002
- Natalia Aspesi, Aleramo, Quando le donne amavano senza inibizioni - Intervista a Michele Placido, "La Repubblica" del 5 settembre 2002
- Tiziano Salari, La notte o della gioia tragica, "Capoverso", rivista di scritture poetiche, n. 5, gennaio-giugno 2003, Edizioni Orizzonti Meridionali
- Ridolfi, Rodolfo Scheggia Campaniana, in "O poesia tu più non tornerai: Campana moderno - Macerata: Quodlibet, 2003- Casalini
- Rodolfo Ridolfi, La Magica Sardegna di Dino Campana, "Unione Sarda"  31 Agosto 2003
- Sebastiano Vassalli, Campana, la chimera del poeta maledetto, "Corriere della sera" del 26 novembre 2003
- Mario Buonofiglio, Su un apparente movimento ritmico nel frammento 'Barche amorrate' di Dino Campana (Nel centenario della pubblicazione dei «Canti Orfici»), in "Il Segnale", anno XXXIII, n. 98, giugno 2014; ora disponibile in Academia
- Michele Brancale, Campana pellegrino per San Francesco, Avvenire, 27 settembre 2012
- Rodolfo Ridolfi, Omaggio a Dino Campana, "Il Piccolo Faenza", 28/02/2022
- Rodolfo Ridolfi, Importanti autografi campaniani Ok Mugello, Marradi Free News, Il Corriere di Ravenna 25 giugno 2025.

### Vita e documenti
- Camillo Sbarbaro, Sproloquio d'estate, in "L'Azione", Genova, 12-15 giugno 1916
- Bino Binazzi, Gli ultimi bohèmiens d'Italia: Dino Campana, in "Il Resto del Carlino", 12 aprile 1922
- G. Raimondi, Foglietti letterari (Dino Campana), in "Il Resto del Carlino", 12 aprile 1922
- Ardengo Soffici, Dino Campana a Firenze, in Ricordi di vita artistica e letteraria, Vallecchi, Firenze 1931
- Antonio Vivaldi, Giubbe Rosse (1913-1914-1915), Barbèra, Firenze, 1933
- Luigi Fallacara, Ricordo di Dino Campana, in "Il Frontespizio", 10 ottobre 1937
- C. Pariani, Vite non romanzate, di Dino Campana scrittore e di Evaristo Boncinelli scultore, Vallecchi, Firenze, 1938
- Maurizio Bejor, Dino Campana a Bologna (1911-1916), Società Tipografica Editrice, Bagnacavallo, 1943
- Carlo Carrà, Le stanzette di via Vivaio, in La mia vita, Longanesi, Roma, 1943
- Giovanni Papini, Il poeta pazzo, in Passato remoto, L'Arco, Firenze, 1948
- Franco Matacotta, Corrispondenti di Dino Campana, in La Fiera Letteraria, vol. 4, n. 31, 31 luglio 1949,  p. 3. URL consultato il 30 agosto 2023.
- L. Luigi Pieraccini, Apparizione di Dino Campana, in Visti da vicino, Vallecchi, Firenze, 1952
- G. Ravegnani, L'incontro con l'infelice genio, in "La Fiera Letteraria", 14 giugno 1953
- Ottone Rosai, Campana amico di uomini e di tempi, in "Letteratura", n. 4, luglio-agosto 1953
- Riccardo Bacchelli, Dino Campana triste a morte, in "La Stampa", 17 aprile 1954
- G. Gerola, Dino Campana, Sansoni, Firenze, 1955
- Sergio Zavoli, Dino Campana, in Campana, Oriani, Panzini, Serra, Cappelli, Bologna, 1959
- L. Righi, Dino Campana poeta della notte, Comunità montana dell'Alto Mugello, Firenze, 1971
- Alberto Asor Rosa, Campana, Dino, in Dizionario Biografico degli italiani, 1974, vol. XVII, pp. 334–39
- W. Della Monica, "Mitomanie" di Dino Campana, in "Il Resto del Carlino", 3 settembre 1974
- G. Raimondi, Un fantasma con le scarpe chiodate. Ricordo notturno "Il Giorno", 9 luglio, 1975
- F. Contorbia, Campana, Ginevra, l'intervento, in "Studi novecenteschi, marzo-luglio 1976
- G. Cacho Millet, L'altro Campana, in "Prospettive settanta", gennaio-marzo 1977
- Carlo Pariani, Vita non romanzata di Dino Campana scrittore e di Evaristo Boncinelli scultore, Milano, SE, 2002, SBN RAV0948898.
- Stefano Drei, Dino Campana. Ritrovamenti biografici e appunti testuali, Carta Bianca Editore, Faenza, 2014
- Marradi Free News, Nel paesaggio italiano collocavo dei ricordi Prefazione di Raffaella Ridolfi, Introduzione di Rodolfo Ridolfi, Edizioni Il  Papavero, 2023

### Contributi e strumenti critici
- B. Binazzi, Un poeta romagnolo (Dino campana), in "Giornale del Mattino", Bologna, 25 dicembre 1914
- Emilio Cecchi, Varianti ai «Canti Orfici» di Dino Campana, in "La Fiera Letteraria", 17 giugno 1928
- Carlo Bo, Dell'infrenabile notte, in Otto studi, Vallecchi, Firenze, 1939;  da Carlo Bo, Dell'infrenabile notte, in "Frontespizio", dicembre 1937, poi in Otto studi, Vallecchi, Firenze 1939, su campanadino.it, www.campanadino.it. URL consultato il 2 maggio 2010.
- Canti Orfici, a cura di E. Falqui, Firenze, Vallecchi, 1941
- Taccuino, a cura di F. Matacotta, Amici della poesia, Fermo, 1949
- Fascicolo marradese, a cura di F. Ravigli, Firenze, 1952
- Taccuinetto faentino, a cura di D. De Robertis, prefazione di E. Falqui, Firenze, 1960
- Il più lungo giorno, Roma-Firenze, Vallecchi, 1973, 2 voll., vol. I: riproduzione anastatica del manoscritto ritrovato dei «Canti Orfici»; vol. II: prefazione di E. Falqui, testo critico a cura di D. De Robertis
- Opere e contributi, a cura di E. Falqui, prefazione di M. Luzi, note di D. De Robertis e S. Ramat, carteggio a cura di N. Gallo, Firenze, 1973.
- Canti Orfici, con il commento di F. Ceragioli, Firenze, 1985, restauro del testo originario di Marradi 1914, con commentario perpetuo, cappelli introduttivi ai singoli testi e note a piè di pagina.
- Bibliografia campaniana (1914-1985) a cura di A. Corsaro e M. Verdenelli, Ravenna, 1986
- Campaniana (1986-1995), a cura di C. D'Alessio in "Galleria", XXXXV, n. 2-3.
- Gianni Turchetta, Dino Campana. Biografia di un poeta, Milano, Feltrinelli, 2003
- Gerardo Attanasio - Marco Somma Le petite promenade du poete
- Roberto Mosena, Per un meraviglioso attimo. Poesia, luoghi e incontri di Dino Campana, Cisu, Roma, 2011
- Rodolfo Ridolfi, Per L'amor dei poeti o principessa dei sogni segreti, Edizioni Centro Studi Campaniani  "Enrico Consolini", 2005
- Rodolfo Ridolfi, Campana e l'aria di Romagna, Edizioni Free, Roma, 2007

### Fumetti
- Dino Campana. A jornada de um neurastênico/La giornata di un nevrastenico. Fumetti di Aline Daka e traduzione di Gleiton Lentz. (n.t.) Revista Literária em Tradução, n. 7, set. 2013, pp. 337–348. ISSN 2177-5141 (WC · ACNP)
- Simone Lucciola, Rocco Lombardi, Campana, contributi di G. Cacho Millet, P. Pianigiani, G. Neri, Guida, 2014, ISBN 978-88-97980-17-9
- Pablo Echaurren, Vita disegnata di Dino Campana, Editori del Grifo, Montepulciano 1994.